# Philippe Dajoux
Philippe Dajoux, né le 23 mars 1968 à Marseille, est un réalisateur français.

## Biographie
Après une formation de comédien, il réalise des clips, des courts et des longs métrages. Il travaille pour la télévision à partir de 2006, tournant notamment près de 500 épisodes de la série Plus belle la vie ou encore Petits secrets entre voisins et Un si grand soleil.

## Filmographie
- 1997 : Gueules d'amour
- 1999 : Les Collègues
- 2001 : La Grande Vie !
- 2005 : Une belle histoire
- 2006 - 2022 : Plus belle la vie
- 2008 - : Seconde Chance
- 2015 : Deux au carré
- 2018 : Secrets (prime de Plus belle la vie)
- 2020 : Vagabondes
- Depuis 2021 : Le Voyageur (série télévisée)
- 2022 : Dans l'ombre des dunes (téléfilm)
- 2022 : Le Village des endormis (téléfilm)
- 2023 : Mort sur la piste (téléfilm avec Jason Priestley)
- 2024 : Plus belle la vie, encore plus belle
- 2024 : Un soupçon (série télévisée)
- 2025 : Un Noël sans fin (série télévisée)
- 2026 : Alter Ego (série télévisée)